# Клингенхебен, Август
А́вгуст Кли́нгенхебен (нем. August Klingenheben, 11 мая 1886, Бармен — 26 января 1967, Гамбург) — известный немецкий филолог, африканист.

## Биография
Учился в Тюбингене и Марбурге, где изучал богословие и востоковедение. С 1906 по 1911 год был аспирантом университета в Халле по востоковедению. Учителями Клингенхебена были Франц Преториус и Карл Броккельман. После защиты диссертации стал сотрудником Карла Майнхофа в семинаре по колониальным языкам при Колониальном институте в Гамбурге; в 1914 году впервые отправился в Африку (регион Кордофан в английском Судане).
Во время Первой мировой войны воевал в Галиции, позже в Малой Азии и Месопотамии. После окончания войны работал в новосозданном Гамбургском университете. В 1924 году защитил докторскую диссертацию (Habilitationsschrift), в которой доказал, что язык фула принадлежит не к «хамитской» (афразийской) языковой семье, а к атлантической. Тем самым он фактически похоронил «хамитскую теорию» Майнхофа, окончательно опровергнутую Дж. Гринбергом.
С 1930 по 1936 год Клингенхебен возглавлял созданный им Институт африканских языков в Лейпцигском университете. В 1936 году он занял пост профессора африканистики в Гамбурге (старейший в мире), который сохранялся за ним до 1954 года.
В годы правления НСДАП Клингенхебен выступал против всевозможных расовых теорий, хотя и состоял в этой партии (из-за чего в 1945 году был временно уволен со всех должностей).
Август Клингенхебен внёс важный вклад в изучение языков Западной Африки (фула, ваи, хауса и др.) и Эфиопии (особенно много он занимался амхарским). В круг его интересов входило не только описание языков, но и историческая реконструкция. Кроме того, Клингенхебен публиковал сборники текстов на разных языках (в том числе фольклорных).

## Основные труды
- Die Präfixklassen des Ful // Zeitschrift für Eingeborenensprachen, 14 (1923/24), 189—222, 290—315
- Die Permutation des Biafada und des Ful // Zeitschrift für Eingeborenensprachen, 15 (1924/25), 180—213, 266—272
- Vai-Texte. Nach dem Diktat von M. Massaquoi // Zeitschrift für Eingeborenen-Sprachen, 16 (1925/26), 58-133
- Die Laute des Ful // Zeitschrift für Eingeborenen-Sprachen, Beiheft 9, 1927, Hochschulschrift: Hamburg, Univ., Habil.-Schr.
- Die Silbenauslautgesetze des Hausa // Zeitschrift für Eingeborenen-Sprachen, 18 (1927/28), 272—297
- Der Bau der Sprache der Vai in Westafrika. In: Nachrichten von der Gesellschaft der Wissenschaften zu Göttingen, Philologisch-Historische Klasse, 1933, III. Allg. Sprachwiss., Östl. Kulturkreise, 9 (1933), 373—404
- Die Poesie der afrikanischen Völker. Afrika-Rundschau, 3.7 (1937), 221—223
- Die Sprache der Ful. Dialekt von Adamaua. Grammatik, Texte u. Wörterverzeichnis. Afrikanistische Forschungen, 1, 1963
- Deutsch-amharischer Sprachführer: Nebst einer grammatischen Einführung ins Amharische. Wiesbaden, 1966